# منوچهر بایندری
منوچهر بایندری (مرداد ۱۳۵۳ بوشهر) شاعر و نویسنده معاصر ایرانی است.
این شاعر در سال ۱۴۰۱ در ماجرای جنبش مهسا به حمایت از آزادی و دموکراسی اشعار فراوانی را در پیج اینستاگرامی خود به اشتراک گذاشت و از پی آن چند بار بازجویی و در دادگاه انقلاب اسلامی و دادگاه عمومی محاکمه گردید. شعر " آغوش رایگان " او در بحبوحه جنبش مهسا، میان اقشارمختلف مردم رواج یافت و از محبوبیت بالایی برخوردار شد.

## زندگی‌نامه
منوچهر بایندری در سال ۱۳۵۳ در روستای گلنگون از شهرستان تنگستان به دنیا آمد. تحصیلات خود را تا مقطع دکترا ادامه داد. در سال ۱۳۸۲ به عنوان ویراستار در صدا و سیمای مرکز بوشهر مشغول به کار و در سال ۱۴۰۲ پیش از موعد بازنشسته گردید.

## تحصیلات
وی کارشناسی زبان و ادبیات فارسی را در دانشگاه فردوسی مشهد به اتمام رساند. کارشناسی ارشد و دکترای همان رشته را نیز در دانشگاه شیراز سپری نمود. بایندری به مدت سه ترم در دانشگاه فرهنگیان بوشهر، نگارش خلاق تدریس کرده است.

## پژوهش
دو مقاله " گل چهاربرگ" و " فخریات آسمانی سلطان العاشقین " از وی در سال ۲۰۱۶ در کنفرانس بین‌المللی شرق‌شناسی ادبیات و تاریخ فارسی در ارمنستان پذیرش یافت. سلطان العاشقین لقب ابن فارض مصری، بزرگ‌ترین سراینده شعر صوفیانه در ادبیات عربی است. مقاله گل چهار برگ دربارهٔ نقش رباعی در خدمت به مضامین عرفانی است. در مقاله فخریات آسمانی سلطان العاشقین، نویسنده اول بایندری و نویسنده دوم و همراه مختار فیاض می‌باشد.

## داستان و رمان
داستان کوتاه " مصاحبه استخدامی " از بایندری یکی از سی داستان برتر جایزه ادبی صادق هدایت در سال ۱۳۹۱ و داستان کوتاه " صندلی تک نفره " در سال ۱۳۹۲ یکی از بیست و نه داستان راه یافته به مرحله نهایی جایزه هدایت بوده است.
رمان " برهوت سفید " در سال ۱۳۹۷ انتشار یافت. این رمان در سال ۱۳۹۸ در سومین دوسالانه جایزه ادبی بوشهر، در بخش ویژه رمان شایسته تقدیر شناخته شد. فرشید جان احمدیان، منتقد معاصر دربارهٔ این رمان می‌نویسد: " در لایه‌های زیرین و انتقادی این داستان، فضای بسته و ایستای محیط‌های اداری، ارزش‌های بی محتوای رایج شده در جامعه، نامتجانس بودن اهل تعمق با اجتماع مادی گرا، روابط خانوادگی بدون عشق و رفتارهای غیرمعقول باب شده مورد نقد قرار می‌گیرد. این رمان اجتماعی که طنز هم چاشنی آن است، به زبانی ساده نوشته شده، با اشاره به حوادث سیاسی، اجتماعی و فرهنگی معاصر ایران و جهان دل نگرانی‌های نویسنده به آینده را نشان می‌دهد ."
اسماعیل مسیح گل منتقد دیگر نوشته است:
" از رمان برهوت سفید برداشت‌های متفاوتی می‌توان کرد. مخاطبی می‌تواند سرگذشت راوی را گونه‌ای تعالی و از خود فراروی ببیند و به این پیام برسد که انسان شدن و مهرورزیدن از نوشتن و هنرمند بودن برتر و پسندیده‌تر است. مخاطب دیگر می‌تواند با نگاه سیاسی و اجتماعی به تفسیری متضاد برسد. این که راوی داستان که گرفتار زندگی روزمره و زیر تأثیر مشکلات اقتصادی و اجتماعی معاصر است نهایتاً نه تنها قادر نیست به آرزوی خود جامه عمل بپوشاند بلکه حتی از زندگی معمولی فروتر می‌رود و به ریختی حیوانی و مسخ شده در می‌آید. "

#### مستندنویسی، زندگی‌نامه نویسی، ترانه‌سرایی
نوشتن متن مستند برای فیلمسازان و کارگردانان مستندساز از دیگر حوزه‌های فعالیت این نویسنده است. از جمله مستندهایی که نریشن یا متن آنها را نوشته، عبارت است از: بوشهر در سوگ، سیمرغ خونین بال، خاییز در پاییز، دم دم سحری، لنگرگاه خدایان، بلندای سپیدپوش، از ایده تا پدیده، آیینه کمال، جواهرات زنده، اقلیم ایران، دهکده امید و چشمه شفابخش. متن‌های مستند او را بعضی از گویندگان مشهور چون پرویز بهرام، رضایی، رضوی، نماینده، طهماسب و شمشیرگران خوانده‌اند.
" شبگرد آسمان "، زندگی‌نامه استاد احمد دالکی پدر نجوم آماتوری ایران به نگارش و پژوهش او در سال ۱۳۹۷ به چاپ رسید.
خاطرات رزمنده یازده ساله، عباس حیدری با عنوان " کوچک تر از ام یک " نیز به قلم بایندری توسط انتشارات سوره مهر در سال ۱۴۰۰ انتشار یافته است.
ترانه‌های  حماسه نادر ، هلیوسا، هله دانی، و بسیاری ترانه‌ها با گویش جنوبی سروده اوست. ترانه هلیوسا برای او دیپلم افتخار بهترین شعر محلی را به ارمغان آورد.

#### شعر بومی و معیار
حاصل علاقه به زادبوم، چاپ سه دفتر شعر بومی به گویش سملی (شاخه ای از گویش دشتستانی) بوده است. شماری از شعرهای بومی او از جمله " گرگ پیر "، شعری در ستایش آزادی و آزادگی، در نواحی جنوب علاقه مندان پرشوری داشته است. کتاب " کلیله غرات " در سال ۱۳۸۴ و " دفتر شعر " زنگل بارون " در سال ۱۳۹۱ و کتاب شعر " جایورد " در سال ۱۴۰۰ انتشار یافت.
بایندری به زبان معیار (زبان فارسی) نیز دفتر غزل " زانوزده قیصرها " را در سال ۱۴۰۳ به چاپ رسانده است.

#### نیم گانی
نیم گانی قالبی کوتاه در حوزه شعر کوتاه فارسی، ابداع بایندری است.
او کتابی پژوهشی دربارهٔ این قالب جدید با عنوان " پنجره کشف حوا بود " در سال ۱۳۹۹ به چاپ رساند. در تعریف این قالب، نگارنده می‌نویسد: " نیم گانی؛ قالب کوتاه شعری است که از یک مصراع تمام و یک پاره مصراع تشکیل شده است. نیم گانی، روح و روحیه اش را از سه گانی و قالب و کالبدش را از مستزاد به ارث برده است. "
سریا داودی حموله در مقاله " واکاوی نیم گانی‌های منوچهر بایندری " می‌نویسد: " هر شاعر خلاقی برای بیان کلامش، فرم تازه ای می‌آفریند. از این لحاظ، ساختار و فرم نیم گانی حاصل یک جهان بینی فردی است. در این جهت، شاعر بر این بنیان فکری ذهنیتش را به واسطه آشنایی زدایی زبانی و ساختاری شکل داده است:
آن قله ای که از همه بالاتر است
تنهاتر است.
یک نیم گانی:
بایدش بازو بگیری تا نیفتد روی خاک
فطرتاً مست است تاک
...
بایندری، نیم گانی را در تاریخ ۱۶/۰۴ / ۱۳۹۹ با شماره ۴۱۸۷–۹۹ به ثبت ملی رسانده است.
...

## فعالیت فرهنگی
بایندری، مدیر انتشارات لولیان است. پس از اخذ مجوز، این انتشارات از سال ۱۴۰۲ فعالیت خود را آغاز کرده و کتاب‌هایی را انتشار داده است.

#### شعر " آغوش رایگان "
آغوش رایگان و کمی نان برای من
دین و حجاب و حوزه و ایمان برای تو
تهران و زاهدان و مریوان برای من
قدس و عراق و غزه و لبنان برای تو
یک زندگی ساده دنیا برای من
باغ بهشت و روضه رضوان برای تو
هم حوریان ارحم رحمان از آن تو
هم آتش جهنم و شیطان برای تو
تحصیل علم و دود چراغش برای من
تا شش کلاس درس دبستان برای تو
شعر و شعور متن گلستان برای من
جشن و سرور کاخ گلستان برای تو
رقص و ترانه خوانی نیکا از آن من
اشک فلان و نوحه بهمان برای تو
هر واژه واژه واژهٔ شروین برای من
متن خزعبلاتی کیهان برای تو
جغرافیای کوچک ایران برای من
مشرق زمین و مابقی آن برای تو …
این شعردر اواخر پاییز ۱۴۰۱ به مدت کوتاهی در سراسر رسانه‌های مجازی فارسی‌زبان وایرال شد، علی کریمی آن را به مدت بیست و چهار ساعت در پیج اینستاگرامی خود استوری کرد و پس از آن به صورت میلیونی دیده شد و میان مردم به زمزمه درآمد. برخی از خوانندگان آن را با ملودی خواندند و بسیاری از روزنامه نگاران و فعالان مدنی همچون فرزانه روستایی، آن را در پست‌های جداگانه به اشتراک گذاشتند. محتوای این شعر زبان حال مردم ایران بود.
به دنبال انتشار این شعر و دیگر اشعار در رثای کشته شدگان جنبش مهسا، بایندری در اطلاعات سپاه مورد بازجویی قرارگرفت و پرونده وی به دادگاه انقلاب اسلامی بوشهر انتقال یافت. در بهمن ۱۴۰۱ به دادگاه احضار و پس از بازپرسی در انتظار صدور حکم باقی ماند تا اینکه عفو عمومی، او را از صدور حکم رهایی بخشید. در اردیبهشت ۱۴۰۲ از طرف سازمان متبوعه به تهران احضار و در جلسه هیئت هفت نفره محکوم به اخراج گردید. پس از آن دوباره از طرف دادگاه عمومی شعبه بوشهر به جرم تبلیغ علیه نظام و نشر اکاذیب در شهریور ۱۴۰۲ احضار و سپس تبرئه گردید. سرنوشت شغلی وی نیز پس از یک سال و نیم حالت تعلیقی در اداره متبوعه، سرانجام با بازنشستگی پیش از موعد وی موافقت و در اسفند ۱۴۰۲ از آن اداره بازنشسته شد.